# Zdraviliški dom
Zdraviliški dom je najpomembnejši in največji umetnostni spomenik v Občini Rogaška Slatina. Danes se v njem nahaja Grand hotel Rogaška, v katerem je urejenih 194 sob.

## Prvi zdraviliški dom
Novo zdravilišče je začelo nastajati leta 1810 po načrtih tržaškega arhitekta Matthäusa Pertscha. Najprej so zgradili kopališče, ki je bilo povezano s kopalnimi in pitnim vrelcem, leta 1812 pa zraven postavili enonadstropno hišo, namenjeno zdraviliškim gostom. Že takrat je bila Rogaška Slatina kraj, kamor so na zdravljenje prihajali ljudje iz vse Evrope. Leta 1813 je bil postavljen temeljni kamen za zgradbo, ki je povezovala kopališče s hišo, kjer so bili nastanjeni gosti. Ta zgradba se je imenovala Cursaal in jo danes poznamo pod imenom »prvi zdraviliški dom«.

## Drugi zdraviliški dom
V tridesetih in štiridesetih letih 19. stoletja so se s širjenjem zdravilišča in parka v Rogaški Slatini uveljavile klasicistične zasnove, ki so vidne še danes. Novi, drugi zdraviliški dom so začeli postavljati v isti smeri leta 1844, končali pa leta 1859. Najprej so postavili osrednje poslopje, v katerem je bila zdraviliška dvorana. Leta 1847 je bilo zgrajeno desno krilo, imenovano tudi Kavarna ali Hiša št. 13. Leta 1855 so začeli z gradnjo levega krila, poznanega kot 1. restavracija, za kar so morali porušiti prvotni zdraviliški dom. Že pred koncem izgradnje desnega krila, 25. julija 1846, je v zdraviliški dvorani na klavirju koncertiral Franz Liszt. Ostali pomembni gosti v zdraviliški dvorani so bili baron Heinrich Eduard von Lannoy, pianist Theodor Leschetitzky, cesar Franc Jožef I. in cesar Ferdinand, po katerem so kasneje poimenovali dvorano »Ferdinandova dvorana«.
Drugi zdraviliški dom je bil sezidan iz opeke, pobarvan v rumeno in gledal proti zdraviliškem parku. Osrednje poslopje je bilo višje od ostalih dveh zgradb. Krasilo ga je pročelje s šestimi pilastri, nad katerimi sta bila venčni zidec in ura z zlatimi rimskimi številkami, postavljena v trikotnik. Zraven ure sta bila upodobljena Eskulap in ženski lik. Okna v pritličju so imela polkrožni okvir, v prvem nadstropju pa členkastega. V drugih dveh zgradbah so bila okna okrašena enako. Osrednjo stavbo in Hišo št. 13 je ščitil strelovod. V smeri proti parku je stala z litoželezno ograjo obdana pokrita terasa. Večji del notranjosti 1. restavracije sta zavzemali točilnica in jedilnica, večji del osrednje stavbe pa je predstavljala velika zdraviliška dvorana z visoko galerijo. V dvorani so stali štirje sivi jonski stebri, strop pa je bil poslikan. Nad vrati je bil postavljen balkon, na katerem je igral orkester. Vsako leto v nedeljo okoli 26. julija (na dan svete Ane) in na rojstni dan cesarja Franca Jožefa I. sta v zdraviliški dvorani potekala dva množično obiskana plesa. V hiši št. 13 so bili skladišče, soba za biljard, dve igralni sobi, kuhinja ter sobe za goste.
V noči iz 16. na 17. avgust, ko so potekale priprave za ples v čast Francu Jožefu I., je v dvorani zagorelo. Osrednji del in levo krilo sta povsem zgorela. Škode je bilo za vsaj pol milijona kron. Požar naj bi povzročili dotrajani dimniki.

## Tretji zdraviliški dom
Tretji zdraviliški dom so postavili na isto mesto. Štajerski deželni glavar grof Edmund Attems je želel, da zdravilišče čim prej spet zaživi, zato so uporabili temelje in nosilne stene prejšnjega zdraviliškega doma in tako pospešili gradnjo. Novi objekt je bil veliko večji in razkošnejši. Po osnovi je neoklasicistični, njegova fasada in interier pa secesijska. Julija 1911 se je v njem že odvil tradicionalni Anin ples, leta 1912 pa so dom odprli v celoti. V novem zdraviliškem domu je bila urejena dvorana, ki je sprejela 800 oseb, ter gledališko-koncertna dvorana, kjer si je filme lahko ogledalo 300 gostov. V 30. letih 20. stoletja je Zdraviliški dom dobil novo, modernejšo podobo, za kar je zaslužen arhitekt Vinko Glanz. Notranjščino, pri kateri je bilo opazno prepletanje neoklasicizma s secesijo, so obnovili kasneje – prvič leta 1951, nato pa še leta 1967 (z izjemo osrednjega dela, obeh dvoran in stopnišča).
V današnji dvorani vidimo rdeče stebre, pilastra ob vhodih in secesijske lestence. Lestenci, okna in ogledala so narejeni iz kristalnega stekla, stene pa krasijo štiri oljne slike A. Schrötterja, na katerih so upodobljeni ban Peter Zrinnski, grof Ferdinand Attems, nadvojvoda Janez in cesar Franc Jožef I.
Od leta 2003, ko je bil nazadnje obnovljen, se imenuje Grand hotel Rogaška.